# Тавернаро (Тренто)
Тавернаро је насеље у Италији у округу Тренто, региону Трентино-Јужни Тирол.
Према процени из 2011. у насељу је живело 744 становника. Насеље се налази на надморској висини од 500 м.